# San Salvador (departement van El Salvador)
San Salvador is een van de veertien departementen van El Salvador. een departement van El Salvador. De hoofdstad is de gelijknamige stad, die ook de hoofdstad van het land is.
Het gebied is sinds 12 juni 1824 een departement en had in 2016 1.775.404 inwoners op een oppervlakte van 886 km². Daarmee heeft San Salvador de kleinste oppervlakte op Cuscatlán na, maar het heeft veruit het grootste inwonertal van de veertien departementen.

## Gemeenten
Het departement bestaat uit negentien gemeenten:
1. Aguilares
2. Apopa
3. Ayutuxtepeque
4. Cuscatancingo
5. Delgado
6. El Paisnal
7. Guazapa
8. Ilopango
9. Mejicanos
10. Nejapa
11. Panchimalco
12. Rosario de Mora
13. San Marcos
14. San Martín
15. San Salvador
16. Santiago Texacuangos
17. Santo Tomás
18. Soyapango
19. Tonacatepeque

Ahuachapán · Cabañas · Chalatenango · Cuscatlán · La Libertad · La Paz · La Unión · Morazán · San Miguel · San Salvador · San Vicente · Santa Ana · Sonsonate · Usulután